# Фиджийский артам
Фиджийский артам (лат. Artamus mentalis) — вид артамов из семейства ласточковых сорокопутов. Он эндемичен для большинства островов Фиджи, хотя отсутствует на острове Кандаву и островах Лау. Вид когда-то считался расой белобрюхого артама, который гнездится от Австралии, Новой Каледонии и Вануату до Борнео и Филиппин. Некоторые авторы всё ещё придерживаются этой версии.
Фиджийский артам — это коренастая птица длиной 18 сантиметров с тяжёлым синим чёрноконечным клювом. Оперение сверху тёмное, как сажа, с белым животом, крестцом и горлом. Он отличается от белобрюхого артама белизной горла. У фиджийского артама белое оперение доходит до уровня клюва.

## Среда обитания и описание
Фиджийский артам является эндемиком основных островов Фиджи, а именно Вити-Леву, Вануа-Леву и Тавеуни. Он отсутствует на четвёртом по величине острове Кандаву, но присутствует на меньшем Нгау на островах Ломаивичи. Его естественное местообитание — тропические влажные низинные леса и саванны, но артам приспособился к изменённой человеком среде обитания и также живёт в возделываемых районах; есть даже городские популяции в Суве и Нанди. На Вити-Леву он встречается в высокогорьях, но не на высокогорьях Тавеуни.
В отличие от кочевых популяций австралийских белобрюхих артамов, фиджийский артам ведёт оседлый образ жизни. Семейные группы занимают дерево, на котором они ночуют и гнездятся в течение нескольких лет. Считается, что это связано с тем, что климатические условия на Фиджи менее экстремальны.

## Питание
Фиджийский артам питается насекомыми, причём основной добычей являются моли, бабочки, стрекозы и кузнечики. Большую часть добычи добывают с помощью пикирования, когда птицы сидят на выступающих насестах и резко бросаются за летающей добычей. Добычу они обычно добывают на открытом пространстве вдали от препятствий, но иногда хватают её и с земли. В качестве альтернативы артам может кружить над цветущими растениями и хватать насекомых. Он редко приземляется, чтобы поймать добычу. Более мелкие части добычи глотаются целиком, тогда как более крупные части переносятся на насест и расчленяются. Крылья некоторых видов, таких как стрекозы, часто отрываются перед проглатыванием.
Семейные группы кормят друг друга во время сезона размножения, а раненых птиц кормят, пока они восстанавливаются.

## Социальное поведение
Фиджийские артамы сильно социальные и часто образуют группы на насестах. Ночью группы обычно ночуют в ветвях гнездового/ночевого дерева, за исключением штормов, когда они ночуют ниже по дереву.
Фиджийские лесные ласточки являются добычей фиджийского сапсана, а молодые особи уязвимы для фиджийского ястреба. Фиджийские лесные ласточки очень агрессивны и, часто подвергая риску себя,  будут атаковать этих хищников, а также завезённых млекопитающих, таких как кошки и собаки. Они также будут преследовать завезённых майну и розовобрюхого бюльбюля, чтобы отогнать их от мест гнездования и ночёвки, но проявляют меньшую агрессию по отношению к другим безобидным местным видам, таким как фиджийская попугайная амадина.

## Размножение
Несколько исследований этого вида показывают, что у него необычная полигамная система размножения, в отличие от белобрюхого артама, который является моногамным. Было замечено, что два самца и две самки строят гнездо, высиживают яйца и выращивают детёнышей. Неизвестно, откладывают ли обе самки или только доминирующая, но было зафиксировано, что спаривание происходит «без разбора» между разными членами группы.
Сезон гнездования начинается в мае, тогда же начинается строительство гнезда. Строительство гнезда — это коллективное занятие, в котором участвуют все члены группы.